# Non mi avete fatto niente
Non mi avete fatto niente (italienisch für „Ihr konntet mir nichts anhaben“) ist ein Lied von Ermal Meta und Fabrizio Moro, mit dem diese das Sanremo-Festival 2018 gewannen.

## Hintergrund
Sowohl Meta als auch Moro waren bereits mehrfach beim Sanremo-Festival ins Rennen gegangen: Ersterer 2006 (Newcomer, mit der Band Ameba), 2010 (Newcomer, mit der Band La fame di Camilla), 2016 (Newcomer, solo) und 2017, letzterer hingegen 2000 (Newcomer), 2007 (Sieg in der Newcomer-Kategorie), 2008, 2010 und ebenfalls 2017. Nach dem Festival 2017 trafen sich die Cantautori erneut im Sommer während ihrer jeweiligen Tourneen. Moro erhielt nach dem Terroranschlag in Manchester am 22. Mai 2017 besorgte Rückmeldungen von Fans, was ihn auf die Idee brachte, ein Lied gegen die Angst und den Terror zu schreiben. In der Folge kontaktierte er Meta, dessen Auftritte Eindruck auf ihn gemacht hatten, und gemeinsam mit dem Songwriter Andrea Febo, mit dem Moro schon mehrmals zusammengearbeitet hatte, entstand das Lied Non mi avete fatto niente, ursprünglich nicht mit dem Gedanken, es für Sanremo einzureichen.

### Sanremo-Teilnahme
Am 15. Dezember 2017 wurde die Teilnahme von Meta und Moro am Festival 2018 offiziell bekannt gegeben. Schon vor Beginn der Veranstaltung und Veröffentlichung des Liedes lag der Beitrag in den Wettquoten auf dem ersten Platz. Nachdem das Lied am 7. Februar 2018, Eröffnungsabend des Festivals, erstmals der Öffentlichkeit präsentiert wurde, kam es zu einer Kontroverse, nachdem online darauf hingewiesen wurde, dass der Refrain des Liedes große Ähnlichkeit mit Silenzio von Ambra Calvani und Gabriele De Pascali aufwies: Letzteres, ebenfalls aus der Feder von Andrea Febo, war 2016 für die Newcomer-Kategorie des Festivals 2017 eingereicht worden, ohne es jedoch durch die Vorauswahl zu schaffen; außerdem war es nie kommerziell veröffentlicht, allerdings bereits bei der Veranstaltung Musicultura in Macerata aufgeführt worden. Mit diesen Vorwürfen konfrontiert, wurde Metas und Moros Teilnahme zunächst ausgesetzt, bis die Musikkommission des Festivals entschied, das Lied wieder zuzulassen, da die übernommenen Teile des Refrains insgesamt nicht mehr als ein Drittel des Liedes ausmachten, wie es das Regelwerk vorsah.
Am vierten Abend des Festivals traten Meta und Moro zusammen mit Simone Cristicchi auf. Schließlich konnte sich das Lied im Finale mit 44,66 % deutlich gegen Lo Stato Sociale (28,40 %) und Annalisa (26,94 %) durchsetzen. Zusätzlich wurde es von TIM mit einem Sonderpreis als meistgehörtes Sanremo-Lied der Streaming-App TIMmusic ausgezeichnet.

### Eurovision Song Contest
Am Ende des Sanremo-Festivals wurde auch Metas und Moros Teilnahme am Eurovision Song Contest 2018 für Italien angekündigt. Das Lied wurde dort leicht gekürzt, ansonsten aber unverändert vorgetragen. Zur Verdeutlichung des italienischen Textes wurden zusätzlich wechselnde Übersetzungen in 15 Sprachen eingeblendet. Im Finale am 12. Mai 2018 erhielt der Beitrag 59 Punkte von den nationalen Jurys, landete beim Televoting jedoch auf dem dritten Platz und konnte mit 308 Punkten insgesamt den fünften Platz belegen.
| Punkte    | Land                                       | Land                                                                                    |
| Punkte    | Jury                                       | Televoting                                                                              |
| --------- | ------------------------------------------ | --------------------------------------------------------------------------------------- |
| 12 Punkte | Albanien                                   | Deutschland, Malta, Albanien                                                            |
| 10 Punkte | Malta                                      | Frankreich, Österreich, Portugal, Slowenien, Kroatien                                   |
| 8 Punkte  | Zypern, Serbien                            | Schweiz, Griechenland, Moldau, Montenegro, San Marino                                   |
| 7 Punkte  | –                                          | Spanien, Zypern, Niederlande, Estland, Litauen                                          |
| 6 Punkte  | –                                          | Belgien, Finnland, Mazedonien, Ungarn, Lettland, Rumänien, Russland, Bulgarien, Serbien |
| 5 Punkte  | –                                          | Israel, Polen, Aserbaidschan, Ukraine, Georgien                                         |
| 4 Punkte  | Portugal, Finnland, Montenegro, San Marino | Belarus                                                                                 |
| 3 Punkte  | Spanien                                    | Armenien                                                                                |
| 2 Punkte  | –                                          | Tschechien                                                                              |
| 1 Punkt   | Griechenland, Russland                     | –                                                                                       |

## Inhalt
Im Liedtext geht es um die Angst vor Terror; Erwähnung finden der Terroranschlag in Barcelona am 17. August 2017, der Anschlag im Bataclan-Theater im November 2015, der Anschlag in Nizza im Juli 2016 sowie die Terroranschläge am 11. September 2001 und die am 7. Juli 2005. Der Titel des Liedes, „Ihr konntet mir nichts anhaben“, nimmt Bezug auf einen offenen Brief, den der Ehemann eines Opfers des Bataclan-Anschlags auf Facebook veröffentlicht hatte, mit der Überschrift „Ihr werdet meinen Hass nicht bekommen“. Teile dieses Briefs rezitierte Simone Cristicchi beim gemeinsamen Auftritt am vierten Abend des Festivals als Einleitung des Liedes. Weitere Themen sind die Gleichheit der Religionen und die Sinnlosigkeit von Gewalt, perché tutto va oltre le vostre inutili guerre („denn alles geht weit über eure sinnlosen Kriege hinaus“).

## Musik
Das Lied beginnt mit der ersten Strophe, gesungen von Ermal Meta, auf die unmittelbar die zweite von Fabrizio Moro folgt. Nach dem ersten Refrain  von Meta setzen Schlagzeug und Rhythmusgitarre ein und Moro und Meta singen je eine Hälfte der dritten Strophe, bis Moro mit dem zweiten Refrain einsetzt. Die Bridge stellt melodiös eine Fortspinnung der Strophe dar, gefolgt von einer von Meta mit Kopfstimme gesungenen Überleitung. Gemeinsam wiederholen die Sänger zuletzt erneut den Refrain, der in einem Schlusssatz der beiden ausklingt. Musikalisch hat das Lied Folk-Anklänge.

## Musikvideo
Das Musikvideo zum Lied zeigt Bilder von Krieg, Zerstörung und Trauer, unterbrochen durch Nahaufnahmen von Kindern sowie (gegen Ende) der beiden Sänger. Es ist durchgehend untertitelt, wobei der Liedtext abwechselnd in eine Vielzahl von Sprachen übersetzt wird. Während der letzten Wiederholung des Refrains werden die Kriegsaufnahmen rückwärts abgespielt und die Sänger und Kinder beginnen, zu tanzen. Zum Schluss ist eine Ultraschall-Aufnahme eines Kindes im Mutterleib mit schlagendem Herzen zu sehen.

## Kommerzieller Erfolg
Das Lied stieg in der Woche vor dem Sanremo-Finale auf Platz 19 der italienischen Charts ein.
| ChartsChartplatzierungen | Höchstplatzierung | Wochen |
| ------------------------ | ----------------- | ------ |
| Italien (FIMI)           | 2 (16 Wo.)        | 16     |
| Schweiz (IFPI)           | 16 (3 Wo.)        | 3      |